# Csesznek, Veszprém
Csesznek este un sat în districtul Zirc, județul Veszprém, Ungaria, având o populație de 576 de locuitori (2011). Cetatea Csesznek a fost construită în anul 1263 de contele Jakab Cseszneky, fost spătar al regelui Béla al IV-lea. El și descendenții săi au fost numiți Cseszneky, după domeniul feudal Csesznek.

## Demografie
Componența etnică a satului Csesznek
     Maghiari (97,02%)
     Germani (2,38%)
     Români (0,6%)
Componența confesională a satului Csesznek
     Romano-catolici (55,21%)
     Reformați (15,97%)
     Fără religie (5,21%)
     Necunoscută (21,53%)
     Alte religii (3,13%)
Conform recensământului din 2011, satul Csesznek avea 576 de locuitori. Din punct de vedere etnic, majoritatea locuitorilor (97,02%) erau maghiari, cu o minoritate de germani (2,38%).  Din punct de vedere confesional, majoritatea locuitorilor (55,21%) erau romano-catolici, existând și minorități de reformați (15,97%) și persoane fără religie (5,21%). Pentru 21,53% din locuitori nu este cunoscută apartenența confesională.